# Mykolaïvka (raïon de Petrykivka)
Mykolaïvka (en ukrainien : Миколаївка, en russe : Николаевка, Nikolaïevka) est une commune urbaine de l'oblast de Dnipropetrovsk, en Ukraine. Sa population s'élevait à 1 291 habitants en 2013.

## Géographie
Mykolaïvka sur la rive gauche du Dniepr, face à Kamianske, à 23 km à l'ouest de Dnipro.

## Histoire
Le village de Mykolaïvka existe depuis la seconde moitié du XVIIIe siècle. Il accéda au statut de commune urbaine en 1938. 

## Population
Recensements (*) ou estimations de la population :
| 1959* | 1970* | 1979* | 1989* | 2001* |
| ----- | ----- | ----- | ----- | ----- |
| 2 341 | 2 095 | 1 815 | 1 471 | 1 281 |

| 2009  | 2010  | 2011  | 2012  | 2013  |
| ----- | ----- | ----- | ----- | ----- |
| 1 307 | 1 292 | 1 285 | 1 285 | 1 291 |

## Transports
Par la route, Mykolaïvka se trouve à 23 km de Kamianske et à 25 km de Petrykivka.